# Dimitar Bobchev
Dimitar Yanev Bobchev (em búlgaro:  Димитър Бобчев, nascido em 20 de setembro de 1926) é um ex-ciclista olímpico búlgaro. Representou seu país nos Jogos Olímpicos de Verão de 1952, na prova de perseguição por equipes (4,000 m).